# 贝蒂尔·林德
贝蒂尔·林德（瑞典語：Bertil Linde，1907年2月28日—1990年3月25日），瑞典男子冰球运动员，1926年开始职业生涯。他曾代表瑞典参加1928年冬季奥林匹克运动会冰球比赛，获得一枚银牌。